# Karl Daniel Friedrich Bach

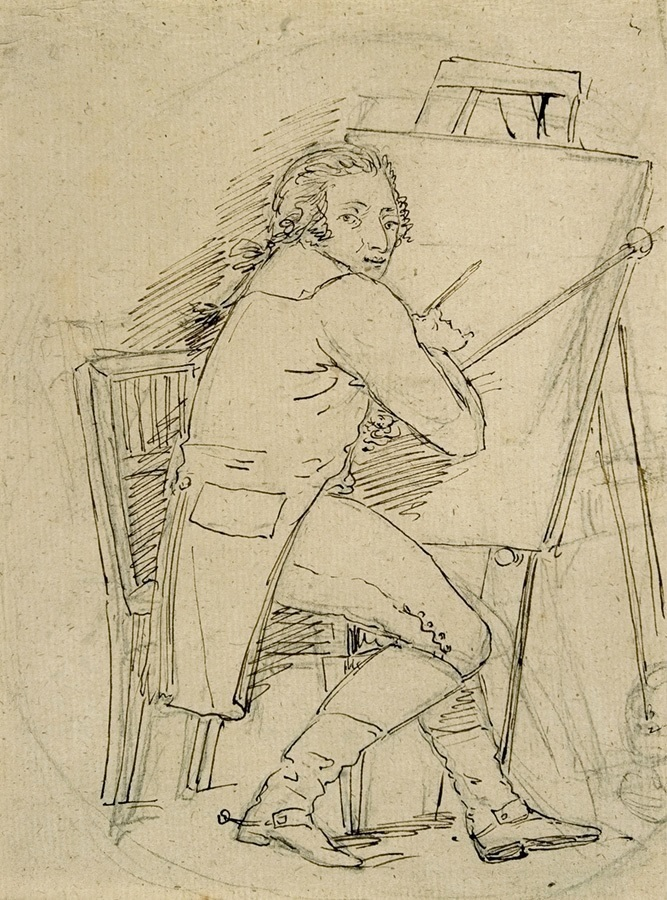
Autoportrait en 1805.

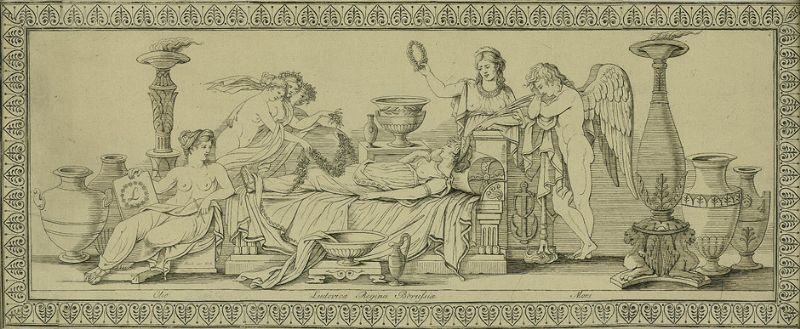
La reine Luise sur son lit de mort.

Karl Daniel Friedrich Bach (ou Carl Daniel Friedrich Bach), né en mai 1756 à Potsdam et mort le 8 avril 1829 (ou en 1826) à Breslau, est un peintre, dessinateur, sculpteur et professeur d'arts plastiques allemand. 

## Biographie
Karl Daniel Friedrich Bach, né en mai 1756 à Potsdam, est le fils d'un négociant juif. Il devient l'élève de l'architecte et graveur Andreas Ludwig Krüger à Potsdam, puis de Blaise Nicolas Le Sueur à Berlin. Il se développe avec Johann Christoph Frisch, Daniel Chodowiecki et Daniel Berger. Ensemble ils fondent la Gesellschaft für Aktzeichnen (Société pour le dessin de nu).
Ses portraits à l'huile et au pastel lui permettent d'obtenir ses premiers succès.
En 1780, le comte Józef Maksymilian Ossoliński (en) l'emmène à Varsovie, où il réalise plusieurs portraits ainsi qu'un statue équestre grandeur nature du roi Jean Sobieski. En 1784, il accompagne le comte Jan Potocki dans son voyage aux Pays-Bas, en France et en Italie. Au cours de ce voyage, il devient membre de l'Académie des beaux-arts de Düsseldorf le 15 décembre 1785. À partir de 1786, il  passe trois ans en Italie.[réf. souhaitée] Le 9 décembre 1788, il devient membre de la Galleria dell'Accademia de Florence. En 1789, il retourne à Berlin.[réf. souhaitée]
En 1792, il obtient la direction de l'école d'art de Breslau et est nommé Hofrath et professeur. En 1793, Bach devient le conservateur artistique de la faïencerie de Prószków. Il y introduit des motifs décoratifs néo-classiques et fait fabriquer des récipients d'après des modèles anciens.
Le 23 juin 1794, il devient membre de l'Académie des arts de Berlin.
À la fin de sa vie, il se convertit au christianisme protestant et se fait appeler Carl David Friedrich Bach.[réf. souhaitée]
Il meurt le 8 avril 1829 à Breslau,.

## Publications
- (de) Karl Daniel Friedrich Bach et Karl Friedrich Benkowitz (de), Der Torso. Eine Zeitschrift der alten und neuen Kunst gewidmet, vol. 1, Breslau, Korn, 1796 (lire en ligne)
- (de) Karl Daniel Friedrich Bach, Anweisung nach richtigen Verhältnissen zu zeichnen, und schöne Formen nach einer einfachen Regel zu bilden, für Künstler, Handwerker, und Freunde des Schönen, Breslau, Korn, 1801[6].
- (de) Karl Daniel Friedrich Bach, Umrisse der besten Köpfe und Partien aus den Gemälden im Vatican nach Raphael von Urbino, Breslau, 1818[6],[9].